# 牛稠埔 (嘉義縣)
牛稠埔，是臺灣嘉義縣水上鄉的一個傳統地域名稱，位於該鄉東南端。相較於今日行政區，其範圍大致為南鄉村不含南部邊界地帶的東段。

## 歷史
台灣日治初期，牛稠埔地區為一（舊制）街庄，稱為「牛稠埔庄」，隸屬於下茄苳南堡。該庄西北與番仔藔庄為鄰，東北與三界埔庄、柚仔宅庄為鄰，東南邊為白芒埔庄、深坑庄，西南邊為馬稠後庄。
1901年（日治明治三十四年）11月，全台設置二十廳，該庄隸屬於鹽水港廳。1903年（明治三十六年）6月，該庄編入「番仔藔區」，隸屬於鹽水港廳。1909年（明治四十二年）10月，合併二十廳為十二廳，番仔藔區改隸屬於嘉義廳。1920年（大正九年），廢十二廳改設五州二廳，該庄改制為「牛稠埔」大字，隸屬於臺南州嘉義郡水上庄（新制街庄）。
戰後水上庄改制為水上鄉，隸屬於臺南縣，大字亦改制為村。1950年雲、嘉、南分治，水上鄉改隸屬於嘉義縣。

## 聚落
本地區發展較早的聚落有深坑仔、內灣等，在日治期初期的官方地圖上已有記載。

## 交通
國道3號又稱「福爾摩沙高速公路」，是貫穿臺灣西部的兩條縱向高速公路之一，始於基隆市安樂區大武崙，終於屏東縣林邊鄉大鵬灣，經過本地區西北部。最近的交流道在北側為省道台82線交會處的水上系統交流道（台82線在附近的市道165號交會處設有嘉義交流道）；在南側為市道172號交會處的白河交流道；由此等可快速前往國道3號沿線各地。
鄉道嘉136線是中庄至柚仔宅的道路，目前未全線通車。
鄉道嘉138線是檳榔宅至石硦的道路。